# E.S.P. (Album)
E.S.P. (Extrasensory Perception, dt. Außersinnliche Wahrnehmung) ist ein Jazz-Album von Miles Davis, aufgenommen am 21. und 22. Januar 1965 und im selben Jahr von Columbia Records veröffentlicht.

## Das Album
Im September 1964 hatte der Trompeter – nach dem Weggang von George Coleman und dem Eintritt von Wayne Shorter – sein klassisches „zweites Miles Davis Quintett“ formiert. Shorter war schon lange Miles Davis’ Favorit als Saxophonist gewesen. „Shorter war der Katalysator“, notiert Jack Chambers in den „liner notes“ zu E.S.P. Ihr erster Auftritt war auf den Berliner Jazztagen (festgehalten auf dem Album Miles in Berlin). Im Januar 1965 ging Miles mit der neuen Band ins Studio, um Eigenkompositionen aufzunehmen.
Von den bisherigen Livealben (bei denen Versionen von Jazzstandards und älteres Davis-Titeln gespielt wurden) unterschied sich E.S.P. schon dadurch, dass es ausschließlich Eigenkompositionen von Miles Davis, Hancock, Shorter und Carter enthielt. Die Titel sind von einem stärkeren Abstraktionsgrad geprägt, was Miles schon mit der Titelgebung verdeutlichen wollte. Das Motto „Extrasensory Perception“ (außersinnliche Wahrnehmung) „steht für eine stilistische Erneuerung, d. h. für eine neue musikalische Struktur und eines Improvisationsprinzips, das Davis als programmatische Konsequenz auf seine Aussage „I don't want to play chords anymore“ (modaler Jazz) verstanden haben will.“
Agitation, das auch durch Live-Auftritte bekannt wurde, wie bei den „Plugged-Nickel“-Aufnahmen vom Dezember 1965, steht für dieses Prinzip; „der Titel baut auf einer hektisch-rhythmischen Grundstimmung auf; diese wird eingangs durch ein langes Schlagzeugsolo umrissen. Anschließend stellt Davis im „Harmon-Mute-Sound“ das Motiv, durchsetzt von polyrhythmischen Einschüben, vor. Während seiner Sololäufe werden herrliche Tempiwechsel platziert“, so Davis-Biograph Peter Wießmüller in seiner Besprechung des Albums.
Die Komposition Little One erschien auch auf Herbie Hancocks Album Maiden Voyage, das nur wenige Wochen später aufgenommen wurde.
Das von Wayne Shorter komponierte Titelstück bezieht sich auf Jackie McLeans Little Melonae, das Davis schon 1956 mit John Coltrane einspielte. Iris ist eine Ballade im Stil des Balladenspiels von Coltrane, mit Ähnlichkeiten zum Titel Infant Eyes auf Shorters Album Speak No Evil.

## Die Titel
1. „E.S.P.“ (W. Shorter)
2. „Eighty-One“ (R. Carter/M. Davis)
3. „Little One“ (H. Hancock)
4. „R.J.“ (R. Carter)
5. „Agitation“ (M. Davis)
6. „Iris“ (W. Shorter)
7. „Mood“ (R. Carter/M. Davis)